# Condado de Bastrop
O Condado de Bastrop é um dos 254 condados do estado norte-americano do Texas. A sede do condado é Bastrop, e sua maior cidade é Bastrop.
O condado possui uma área de 2 320 km² (dos quais 20 km² estão cobertos por água), uma população de 57 733 habitantes, e uma densidade populacional de 25 hab/km² (segundo o censo nacional de 2000).
O condado foi criado em 1836.